# Teckningar utur hvardagslifvet
Teckningar utur hvardagslifvet är Fredrika Bremers första roman som gavs ut anonymt mellan 1828 och 1831. År 1844 fick hon Svenska Akademiens stora pris för boken.
Detta verk omfattar tre volymer. Den första, utgiven 1828, innehåller delarna Axel och Anna, Tvillingarne, Förhoppningar och Bref öfver Stockholms soupéer. Den andra volymen, utgiven 1830, innehåller Den ensamma, Famillen H***, Tröstarinnan och Miniaturer. Den tredje delen, utgiven 1831, innehåller fortsättningen på Famillen H***.